# 卡泰洛·阿马兰特 (1979年)
卡泰洛·阿马兰特（義大利語：Catello Amarante，1979年8月15日—），意大利男子赛艇运动员。他曾代表意大利参加2000年、2004年和2008年夏季奥林匹克运动会赛艇比赛，获得一枚铜牌。